# 1959 у відеоіграх

## Події
- У 1959 році колекція інтерактивних графічних програм були створені на машині TX-0 в Массачусетському технологічному інституті:
- Mouse in the Maze: гра, в якій користувач може розміщувати стіни для лабіринту і точки (які представляють сир). Віртуальна миша, яка представлена точкою, звільняється і буде проходити лабіринт, щоб знайти об'єкти.
- Tic-Tac-Toe: гра, в якій користувач може зіграти в хрестики-нулики проти комп'ютера.